# József Réti
József Réti, auch József Réty, geborener József Redl (* 8. Juli 1925 in Ploiești; † 5. November 1973 in Budapest) war ein ungarischer Opernsänger (Tenor).

## Leben
Geboren wurde er als József Redl am 8. Juli 1925 im rumänischen Ploiești. Er wuchs in Ungarn in einer Kleinstadt in der Nähe von Budapest auf.
Zunächst studierte er Klavier und Komposition, begann jedoch 1948 sein Gesangsstudium. Seine Gesangskarriere begann er als Chorsänger im Franz-Liszt-Chor. Danach schloss er seine Ausbildung an der Franz-Liszt-Musikakademie in Budapest ab und wurde unmittelbar an die Nationaloper in Budapest engagiert. Dort debütierte er in der Nebenrolle des Parpignol in La Bohème. In den folgenden vier Jahren wuchs sein Repertoire zunächst recht langsam. 1956 gewann er den Schumann-Preis in Berlin.
1957 kam sein Durchbruch – Réti gewann einen Gesangswettbewerb in Moskau, bei dem kein Geringerer als Tito Schipa in der Jury saß. Und in Ungarn bekam er endlich seine erste große Rolle als Almaviva im Barbier von Sevilla.
Das Jahr 1957 war auch der Beginn seiner Karriere als Oratoriumsänger, die letzten Endes gegenüber der Opernlaufbahn die erfolgreichere war. Er gab auch viele Konzerte als Liedinterpret.
Ab 1964 wurde er zum Professor an der Franz-Liszt-Musikakademie ernannt.
Außerhalb von Ungarn trat er auch in Wien, Paris, Nizza, Rom, Bologna, Prag, Düsseldorf, Helsinki, Rotterdam, Basel und Genf auf.
Nach langer Krankheit starb Réti am 7. November 1973 in Budapest.

## Partien
- Gaetano Donizetti: Don Pasquale – Ernesto
- Gaetano Donizetti: Lucia di Lammermoor – Edgardo
- Gaetano Donizetti: L’elisir d’amore – Nemorino
- Friedrich von Flotow: Martha – Lionel
- Wolfgang Amadeus Mozart: Don Giovanni – Don Ottavio
- Wolfgang Amadeus Mozart: Die Entführung aus dem Serail – Belmonte
- Giacomo Puccini: La Bohème – Rodolfo
- Gioacchino Rossini: Il barbiere di Siviglia – Il Conte Almaviva
- Giuseppe Verdi: Falstaff – Fenton